# Словацкая республика (1939—1945)

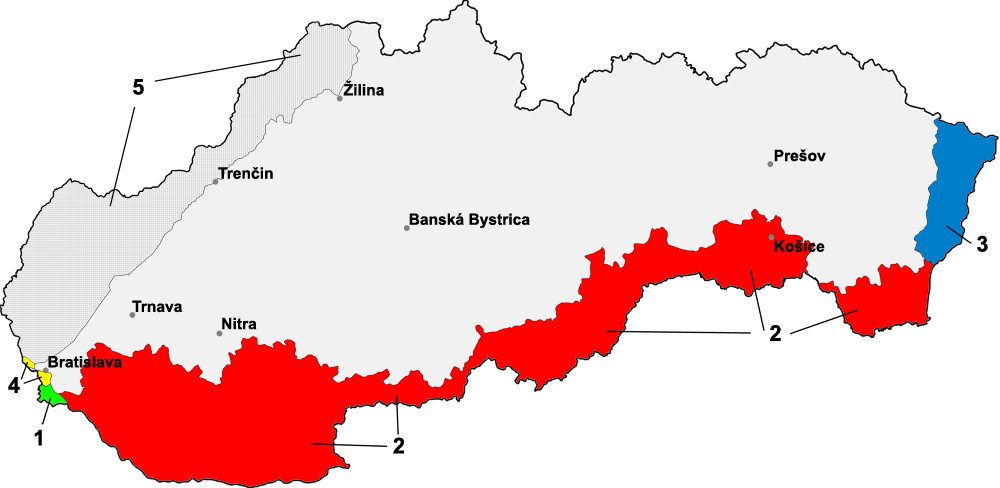
Уступки территории Венгрии и Германии

Словацкая республика (словац. Slovenská republika, в исторической литературе также «Первая Словацкая республика» словац. prvá Slovenská republika) — государство, существовавшее в 1939—1945 годах на большей части территории современной Словакии (за исключением южных и восточных областей, которые отошли, согласно Первому Венскому арбитражу, а также после «малой войны» к Венгрии); клиентское государство нацистской Германии: после начала Второй мировой войны независимость Словакии признавалась только странами «оси» и рядом нейтральных государств, до 1941 года также СССР.

## История
Словацкая глинковская партия наладила сотрудничество с Гитлером задолго до падения Чехословакии и ставила целью выход Словакии из состава Чехословакии, поэтому немцы рассматривали её как своих союзников.
9 марта 1939 части чехословацкой армии, верные пражскому правительству, заняли территорию Словакии и отстранили Тисо от власти. 14 марта 1939 года парламент Словакии провозгласил независимость Словацкой республики, а немецкие войска оккупировали Чехию. 18 марта Войтех Тука вместе с Фердинандом Дюрчанским подписал «Договор об охранных отношениях между Германией и Словацким государством». Спустя три дня Словакия была атакована венгерскими войсками. Завершился конфликт тактической победой Венгрии и отчуждением полосы территории Словакии в пользу Венгрии (узкая полоска на крайнем востоке по линии Стакчин — Собранце).
Умеренный лидер Словацкой глинковской партии Йозеф Тисо стал президентом Словакии, а в противовес ему и по «настоятельной рекомендации» Германии должности премьер-министра и министра внутренних дел заняли лидеры радикального крыла партии: Войтех Тука и Александр Мах.
Словацкая республика была дипломатически признана Германией, а также рядом её союзников и нейтральных государств: Италией, Японией и прояпонскими правительствами в Китае (в том числе Маньчжоу-го), Хорватией, Испанией, Советским Союзом (до 1941 года), Литвой, Эстонией, Швейцарией, Сальвадором и Ватиканом.
1 сентября 1939 года в 5 утра словацкая армия «Бернолак» под командованием Фердинанда Чатлоша перешла границу и начала боевые действия против войск Польской Республики. В результате войны Словакия вернула себе территории, утраченные в течение 1920-х и в 1938 году. 7 октября было объявлено о демобилизации армии «Бернолак».
Спустя два года был сформирован Словацкий экспедиционный корпус, который с началом Великой Отечественной войны был направлен в СССР. Позднее он был переформирован в Вторую охранную и «Быструю дивизию», часть подразделений которой (2000 словацких солдат) 30 октября 1943 года возле Мелитополя перешла на советскую сторону. Несколько подразделений 2-й охранной дивизии осенью 1943 года перешли с оружием на сторону партизан в районе Минска и боролись против немцев с оружием в руках.
Осенью 1941 года словацко-венгерские отношения были нормализованы под давлением Германии. На берлинской встрече глав словацкого и венгерского правительств Войтеха Туки и Ласло Бардоши 25—26 ноября 1941 года, два премьера договорились зарегистрировать ранее запрещённые политические и культурные организации словацкого и венгерского меньшинств.
15 мая 1942 года Йозеф Тисо подписал закон о депортации евреев в места массового уничтожения на восток и в лагеря смерти. Этот закон действовал полгода и до 1944 года депортации не возобновлялись. За 1942 год из Словакии было депортировано 57 628 евреев; из них, согласно доступным данным, выжили лишь от 280 до 800 человек.
В июне 1943 года через своего посла в Ватикане Карола Сидора Словацкое правительство направило меморандум США, в котором утверждалось, что Словакия, вынужденная ранее следовать приказам из Берлина, тем не менее рассчитывает на сохранение своей политической независимости после войны, возможно в составе федерации с чехами и поляками.
В 1944 году в связи с приближением Красной Армии к границам Словакии была создана Восточнословацкая армия. 29 августа в государстве началось восстание против нацистской власти, в связи с чем в страну были введены силы вермахта. Им удалось разоружить часть сил Восточнословацкой армии, однако около 2000 военнослужащих успели перейти на сторону восставших. Первоначально немцы располагали 40 000 солдат в регионе, однако с возрастанием численности восставших армию увеличили до 83 000 солдат. 28 октября восстание было подавлено, однако около 20 000 словаков перешли на сторону частей РККА. В конце 1944 года Словакия почти полностью (за исключением нескольких приграничных районов, освобождённых РККА) перешла под полный контроль Германии и практически лишилась самостоятельности.

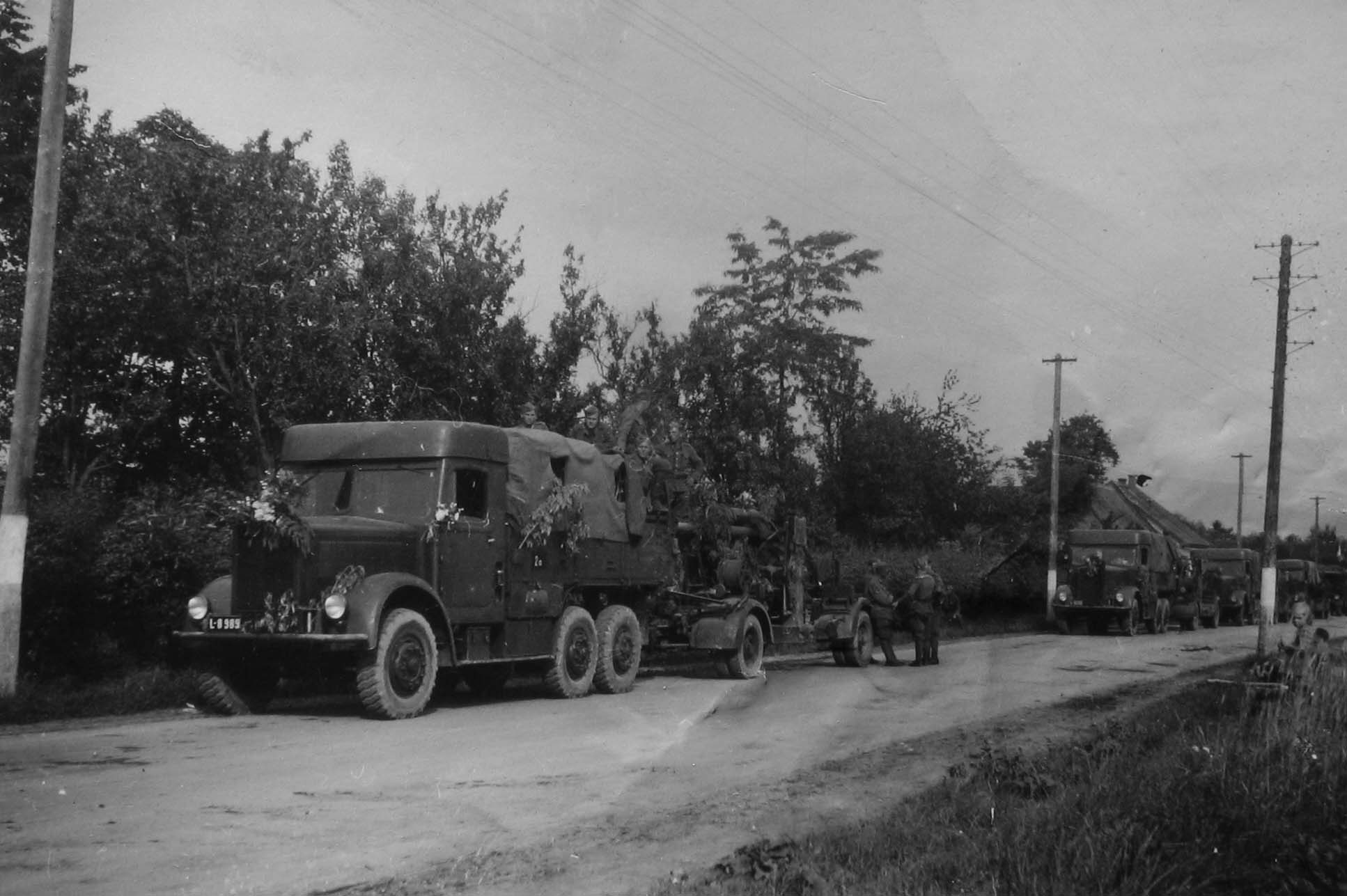
Автоколонна восставших, 1943 г.

21 сентября 1944 года Красная армия перешла границу Словакии у Медзилаборце. 4 апреля 1945 года была освобождена Братислава — Первая Словацкая республика пала и Словакия снова стала частью Чехословакии. 8 мая 1945 года последний премьер-министр Словакии, Штефан Тисо, подписал в Кремсмюнстерском аббатстве капитуляцию Словацкой Республики во Второй Мировой Войне. В ноябре 1947 года Народный суд в Братиславе приговорил Штефана Тисо к 30 годам лишения свободы. Он не дожил до окончания срока и ушёл из жизни 28 марта 1959 года в тюрьме.
В апреле 1945 года Йозеф Тисо бежал в Баварию, где был 6 июня 1945 задержан американской армией и выдан Чехословакии. Там 18 апреля 1947 года был повешен за государственную измену. Вместе с ним бежал и бывший радикал-премьер Войтех Тука, его также поймали и выдали властям Чехословакии. Братиславский народный суд приговорил Туку к смертной казни, приговор был исполнен 20 августа 1946.

## Административное деление
Территория делилась на жупы (Župa):
- Братиславская жупа (Братислава)
- Тренчинская жупа (Тренчин)
- Нитранская жупа (Нитра)
- Татрская жупа (Ружомберок)
- Погронская жупа (Банска-Бистрица)
- Шаришско-Земплинская жупа (Прешов)

## Государственное устройство
Законодательный орган — Сейм Словацкой земли (Snem Slovenskej krajiny), глава государства — Президент (Prezident), исполнительный орган — Правительство (vláda), состоявшее из председателя правительства (predseda vlády) и министров.